# 鍔一郎
鍔 一郎（つば いちろう、1954年 - ）は、日本の実業家。つば甚十六代目。金沢リハビリテーションアカデミー理事長、石川県専修学校各種学校連絡会理事長。

## 人物・経歴
石川県金沢市で最も歴史ある料理屋「つば甚」を営む家に十六代目として生まれる。鍔家は、前田利家のお抱え鍔職人にルーツを持ち、加賀藩成立以来金沢の地で400年以上の歴史を有している。
つば甚を継ぐと決心したのは中学2年の時で、学校の教員になりたいと考えていた一郎は、父親に伝えたところ、ひどく怒られたあとで「加賀屋の小田禎彦さんみたいになれ。小田さんと同じように観光を勉強するため立教大学に入れ」と言われた。
高校から立教高校（現・立教新座中学校・高等学校）に進学。高校で濃厚な寮生活を経て、立教大学社会学部観光学科（現・観光学部）へ入学。原勉のゼミに所属し、ゼミの一環でレストランなどでの実習も経験した。ゼミのメンバーの中には、有名飲食店を経営している者もいる。
1977年3月に大学卒業後、社会経験を積むためにホテルニューオータニに就職。多くの仕事を経験したが、飲食に関する仕事に主に携わった。
4年後に、地元・金沢に戻り、つば甚の仕事を始める。つば甚での仕事に携わり始めた２年後に父親が亡くなり、経営を一手に担うことになる。つば甚の客層の多くは年配の地元の名士ばかりで、当時20代の若者は店主として見てもらえず苦労をしたという。「地元に帰ってからの5年間は苦しかったが、その時の経験があるからこそ、様々な問題が起きても動じずに対応できる」と語る。
味はもちろんのこと、見た目も美しいつば甚の料理は、古くからの料理法を受け継ぐというよりも、時代に合わせて味も見た目も変化させることを大切にしている。こうした時代に即した進化は、東京・日本橋人形町で江戸中期からの暖簾を継承する老舗鶏料理店「玉ひで」などでも見られ、玉ひでは昔ながらの味をそのまま継承するのではなく、最新の調理科学と老舗の伝統的な技術を組み合わた進化する親子丼を提供している。
つば甚のこだわりの中に、料理人は調理師学校を卒業した新卒しか採用しないことが挙げられるが、これは若い料理人を一から育てたいという思いからである。つば甚で5年～10年くらい修業して、独立して店を構える料理人も多く、一郎はそれらの店に様子を見に食べに行くのが楽しみのひとつになっている。
2020年以降、新型コロナウイルス感染症の影響で、飲食業界には厳しい状況となったが、経営者として状況を前向きに捉え、研修により技術レベルの向上を図るとともに、これまでも長きに渡り行なってきたように、時代にあったサービスの提供とは何か、いかに今の時代にあった経営をしていくかを柔軟に考え、400年以上続く鍔家の十六代目として常に未来を見据えている。
長女の鍔裕加里は、2016年につば甚に入社し、十七代若女将を務めている。